# Vulpes vulpes niloticus
Vulpes vulpes niloticus es una subespecie de  mamíferos carnívoros  de la familia Canidae.

## Distribución geográfica
Se encuentra en Egipto.